# Кинор-35С
«Кинор-35С» модели 5КСН — профессиональный штативно-плечевой киносъёмочный аппарат, разработанный в 1982 году специалистами МКБК для синхронных съёмок обычных, кашетированных и широкоэкранных кинофильмов на стандартной перфорированной 35-мм киноплёнке. Аппарат был оснащён сопряжённым визиром с зеркальным обтюратором, и встроенным экспонометрическим устройством, а также полуторными кассетами большой ёмкости (до 300 метров), позволявшими снимать длинные диалоговые сцены.

## История создания
Главной задачей, которая ставилась при разработке, было снижение уровня звука работающего аппарата, чтобы сделать его пригодным для синхронных съёмок. Во многом, этого удалось добиться, благодаря конструкции грейфера, изоляции отдельных плат механизма от корпуса амортизаторами, применению зубчатых передаточных ремней и индивидуальных электроприводов кассет. В результате уровень звука от аппарата не превышал 28 дБ, что было очень низким показателем для отечественного аппарата.
«Кинор-35С» входил в линейку киносъёмочных аппаратов «Кинор», специально разрабатывавшихся для профессионального кинематографа и телевидения. После его модернизации появился аппарат «Кинор-35Н» облегчённой конструкции.
По ряду показателей — особенно по шумности — он существенно уступал иностранным киносъёмочным аппаратам, обладавшим рекордно низкой шумностью и высоким качеством изображения. После перестройки и распада СССР производство всех «Киноров» было свернуто из-за их непригодности для съёмки на импортную негативную киноплёнку с перфорацией другой формы и размеров.

## Грейферный механизм
Аппарат «Кинор-35С» был оснащён кривошипно-кулисным грейферным механизмом с контргрейфером, кинематическая схема которого приведена на рисунке слева. Ведущий вал А имеет два кривошипа В и С. Кривошип В приводит в движение рычаг D грейфера, имеющий на противоположном конце зуб Е. Кривошип С, выполненный в виде эксцентрика, приводит в движение шатун F контргрейфера. Рычаг D средней частью скользит во втулке G, свободно качающейся на неподвижной оси, перпендикулярной плоскости рисунка. Шток Н с зубом J контргрейфера получает движение от шатуна F посредством пальца К, удерживаемого в рабочем положении относительно штока замком L, который может поворачиваться вокруг оси М. Шток контргрейфера перемещается возвратно-поступательно по стрелкам N в направляющих Р.
Замок L служит для расцепления контргрейфера с механизмом и вывода зубьев контргрейфера во время зарядки киноплёнки. Поворот замка по часовой стрелке освобождает палец К и позволяет зубьям контргрейфера выйти из фильмового канала. Зуб грейфера Е совершает сложное возвратно-поступательное движение по траектории, обозначенной на рисунке эллипсом, вследствие чего фильмовому каналу в районе грейферного механизма придана криволинейная форма.